# Sankt Martin am Wöllmißberg

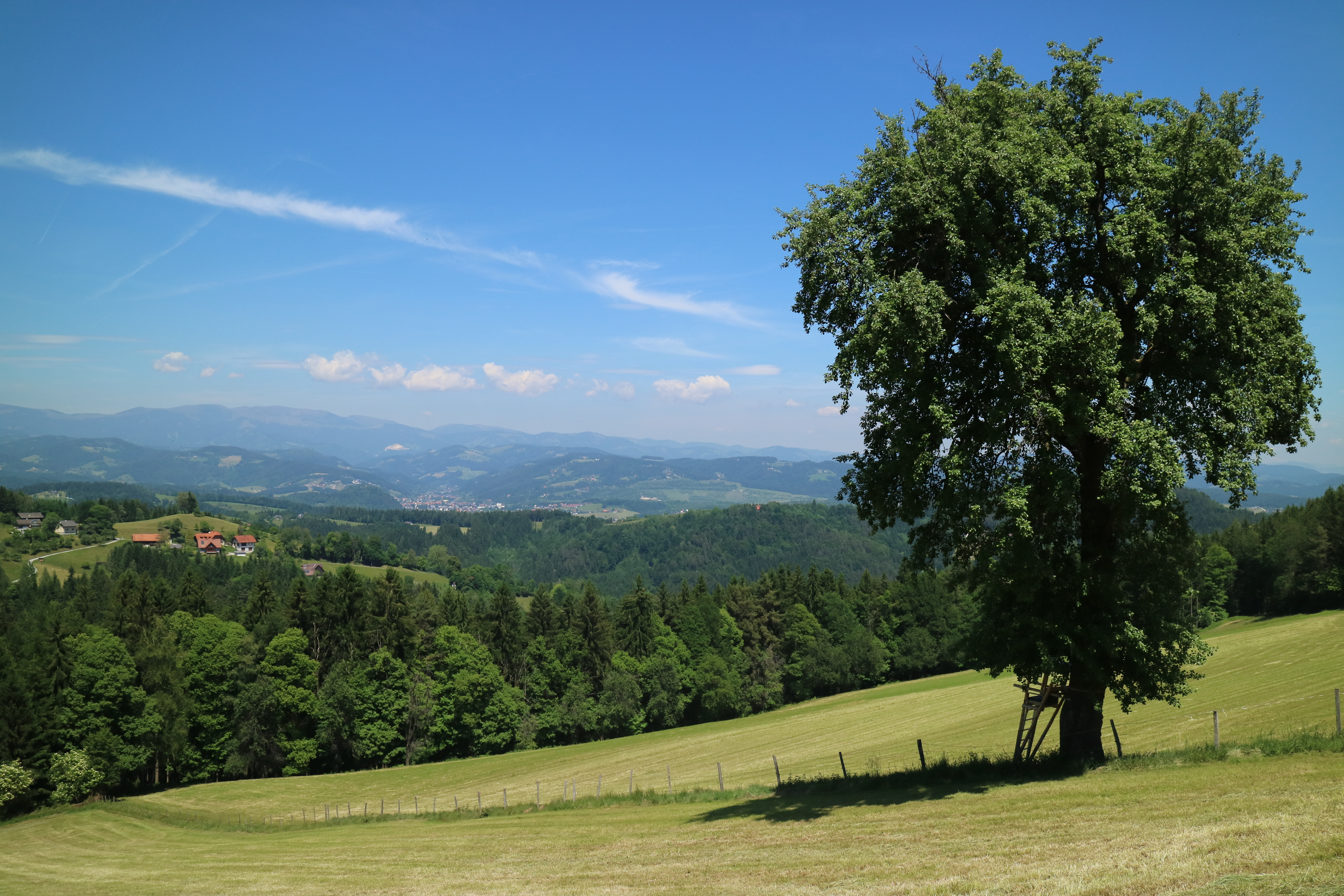
Blick von Großwöllmiß nach Norden

St. Martin am Wöllmißberg ist eine Gemeinde mit 790 Einwohnern (Stand 1. Jänner 2024) in der Steiermark in Österreich.

## Geografie

### Geografische Lage
St. Martin liegt auf einer Höhe von 704 m südlich von Köflach und Voitsberg.
Das Gemeindegebiet beinhaltet den zwischen dem Gößnitzbach und der Teigitsch gelegenen Wöllmißberg (791 m), sowie südlich davon einen Teil des Schusterbauerkogels (1288 m). Der Großteil der Gemeinde ist von Nadelwäldern und Wiesen bedeckt.

### Gemeindegliederung
Das Gemeindegebiet umfasst folgende drei Ortschaften (in Klammern Einwohnerzahl Stand 1. Jänner 2024):
- Großwöllmiß (190)
- Kleinwöllmiß (308)
- Sankt Martin am Wöllmißberg (292)

Die Gemeinde besteht aus drei Katastralgemeinden:
Großwöllmiß, Kleinwöllmiß und St. Martin
und umfasst eine Fläche von 25,59 km².

### Nachbargemeinden
| Köflach     | Rosental an der Kainach                     | Voitsberg            |
|             | Kompassrose, die auf Nachbargemeinden zeigt | Krottendorf-Gaisfeld |
| Edelschrott |                                             | Ligist               |

St. Martin grenzt nicht an St. Stefan ob Stainz, weil südlich von St. Martin ein schmaler Gebietsstreifen der Gemeinde Edelschrott mit ca. 70 m an die Gemeinde Ligist grenzt.

## Bevölkerungsentwicklung
| Sankt Martin am Wöllmißberg: Einwohnerzahlen von 1869 bis 2024 | Sankt Martin am Wöllmißberg: Einwohnerzahlen von 1869 bis 2024 | Sankt Martin am Wöllmißberg: Einwohnerzahlen von 1869 bis 2024 | Sankt Martin am Wöllmißberg: Einwohnerzahlen von 1869 bis 2024 | Sankt Martin am Wöllmißberg: Einwohnerzahlen von 1869 bis 2024 |
| -------------------------------------------------------------- | -------------------------------------------------------------- | -------------------------------------------------------------- | -------------------------------------------------------------- | -------------------------------------------------------------- |
| Jahr                                                           |                                                                |                                                                |                                                                | Einwohner                                                      |
| 1869                                                           | 1869                                                           |                                                                | 1.014                                                          | 1.014                                                          |
| 1880                                                           | 1880                                                           |                                                                | 1.035                                                          | 1.035                                                          |
| 1890                                                           | 1890                                                           |                                                                | 1.009                                                          | 1.009                                                          |
| 1900                                                           | 1900                                                           |                                                                | 961                                                            | 961                                                            |
| 1910                                                           | 1910                                                           |                                                                | 918                                                            | 918                                                            |
| 1923                                                           | 1923                                                           |                                                                | 991                                                            | 991                                                            |
| 1934                                                           | 1934                                                           |                                                                | 1.093                                                          | 1.093                                                          |
| 1939                                                           | 1939                                                           |                                                                | 955                                                            | 955                                                            |
| 1951                                                           | 1951                                                           |                                                                | 1.117                                                          | 1.117                                                          |
| 1961                                                           | 1961                                                           |                                                                | 1.089                                                          | 1.089                                                          |
| 1971                                                           | 1971                                                           |                                                                | 1.011                                                          | 1.011                                                          |
| 1981                                                           | 1981                                                           |                                                                | 1.014                                                          | 1.014                                                          |
| 1991                                                           | 1991                                                           |                                                                | 991                                                            | 991                                                            |
| 2001                                                           | 2001                                                           |                                                                | 904                                                            | 904                                                            |
| 2011                                                           | 2011                                                           |                                                                | 831                                                            | 831                                                            |
| 2021                                                           | 2021                                                           |                                                                | 804                                                            | 804                                                            |
| 2024                                                           | 2024                                                           |                                                                | 790                                                            | 790                                                            |
| Quelle(n): Statistik Austria, Gebietsstand 1.1.2021            |                                                                |                                                                |                                                                |                                                                |

## Kultur und Sehenswürdigkeiten
- Anton-Wildgans-Gedenkstätte: wurde 1996 von Bildhauer Alfred Schlosser dem Dichter Anton Wildgans zu Ehren erstellt, der hier sein Epos „Kirbisch“ 1925 begonnen hatte
- Heimatmuseum: 1965 zur 700-Jahr-Feier in Privatinitiative begonnen, und dann 1995 von offizieller Seite aus neu gestaltet und in der ehemaligen Volksschule untergebracht. Hier wird vor allem der Bau der Langmannsperre und des Wasserkraftwerkes Arnstein dokumentiert. Außer der Weberzunft werden noch Hausrat, Werkzeug, Schulutensilien und Trachten gezeigt. Anton Wildgans und Rochus Kohlbach, die mit St. Martin am Wöllmißberg verbunden waren, ist ebenfalls eine kleine Ausstellung gewidmet
- Burgruine Neu-Leonroth am Fuß des Wöllmißberges
- Als Teigitschklamm (circa fünf Kilometer) wird der Lauf der Teigitsch zwischen Gaisfeld in der Gemeinde Krottendorf-Gaisfeld über das Gemeindegebiet von Sankt Martin am Wöllmißberg bis zur Langmannsperre in der Gemeinde Edelschrott bezeichnet. Erreichbar ist der Teigitschgraben, eingebettet in das weststeirische Mittelgebirgsland, über die Packer Straße B 70 bzw. von der Süd Autobahn A 2 (Abfahrt Steinberg). Die Teigitsch ist aufgrund ihres Wasserreichtums von der Koralm nicht nur für den Tourismus, sondern auch für die Energiewirtschaft von Interesse. Die ältesten steirischen Wasserkraftwerke liegen an diesem Fluss. Dank Völkerbundanleihe wurde Anfang der 1920er Jahre die Langmann-Sperre für das Kraftwerk Arnstein gebaut. Zu seiner Zeit war es eines der modernsten österreichischen Wasserkraftwerke, da mit einem bis dato nicht erreichten Wassersäulendruck gearbeitet wurde. Nach dem Zweiten Weltkrieg wurde die 50 m hohe, weiter oben liegende Hirzmannsperre gebaut. Noch weiter oben befindet sich der Packer Stausee. Alles Wasser, welches im Teigitschgraben heute fließt, kommt von kleinen Zuflüssen rechts und links des Grabens. Die Wassermengen vom Oberlauf werden vom Stausee Langmann aus in ein Röhrensystem umgeleitet. Daher verlor die Klamm einen Großteil ihres Wasservolumens von einst und damit an touristischer Attraktivität. Im Graben gab es einst drei Gasthäuser, von denen keines mehr geöffnet ist. Eines wurde zu einem Pfadfinderheim (Ferienheim Langmannsperre) umgebaut. Das Kernstück des Grabens zwischen dem Kraftwerk Arnstein und der Langmannsperre kann in ca. 2,5 Gehstunden durchwandert werden. Zeitweilig führt die Wanderung entlang der wasserführenden Leitung und der sogenannten Schienenstraße, einem ebenen Fahrweg, auf dem mit Hunten das Material für den Bau der Langmann-Sperre transportiert wurde, das mit einem Schrägaufzug vom Kraftwerk Arnstein heraufgebracht wurde. Mineralogisch galt der Teigitschgraben, da er im Bereich der kristallinen Gesteine des steirischen Randgebirges zwischen Soboth und Koralm liegt, während des Kraftwerksbaus als ausgezeichnete Fundstelle für verschiedene Mineralien wie Bergkristalle, Rauchquarzen, Sphenen, Feldspäten und ähnlichen Kluftmineralien. Biologisch bemerkenswert ist der Fund des flechtenbildenden Schlauchpilzes Baeomyces rufus.[2]
- Zwei beliebte Volksmusik-Walzer führen die einst so herrlichen Teigitschklamm im Namen, der „Teigitschgraben-Walzer“[3] und das „s'Diandl von Teigitsch“.
- Durch das Gemeindegebiet führt der Hans-Kloepfer-Rundwanderweg.

## Wirtschaft und Infrastruktur
Der wichtigste Wirtschaftszweig ist der Agrarsektor, vor allem Forst- und Milchwirtschaft. Daneben gibt es noch kleinere Gewerbe- und Tourismusbetriebe.
An der Teigitsch befinden sich das Kavernenkraftwerk St. Martin mit 11 MW Leistung, das 1965 errichtet wurde, und die Langmannsperre.
Die Gemeinde bildet gemeinsam mit Edelschrott und Hirschegg-Pack den Tourismusverband „Steirische Rucksackdörfer“.

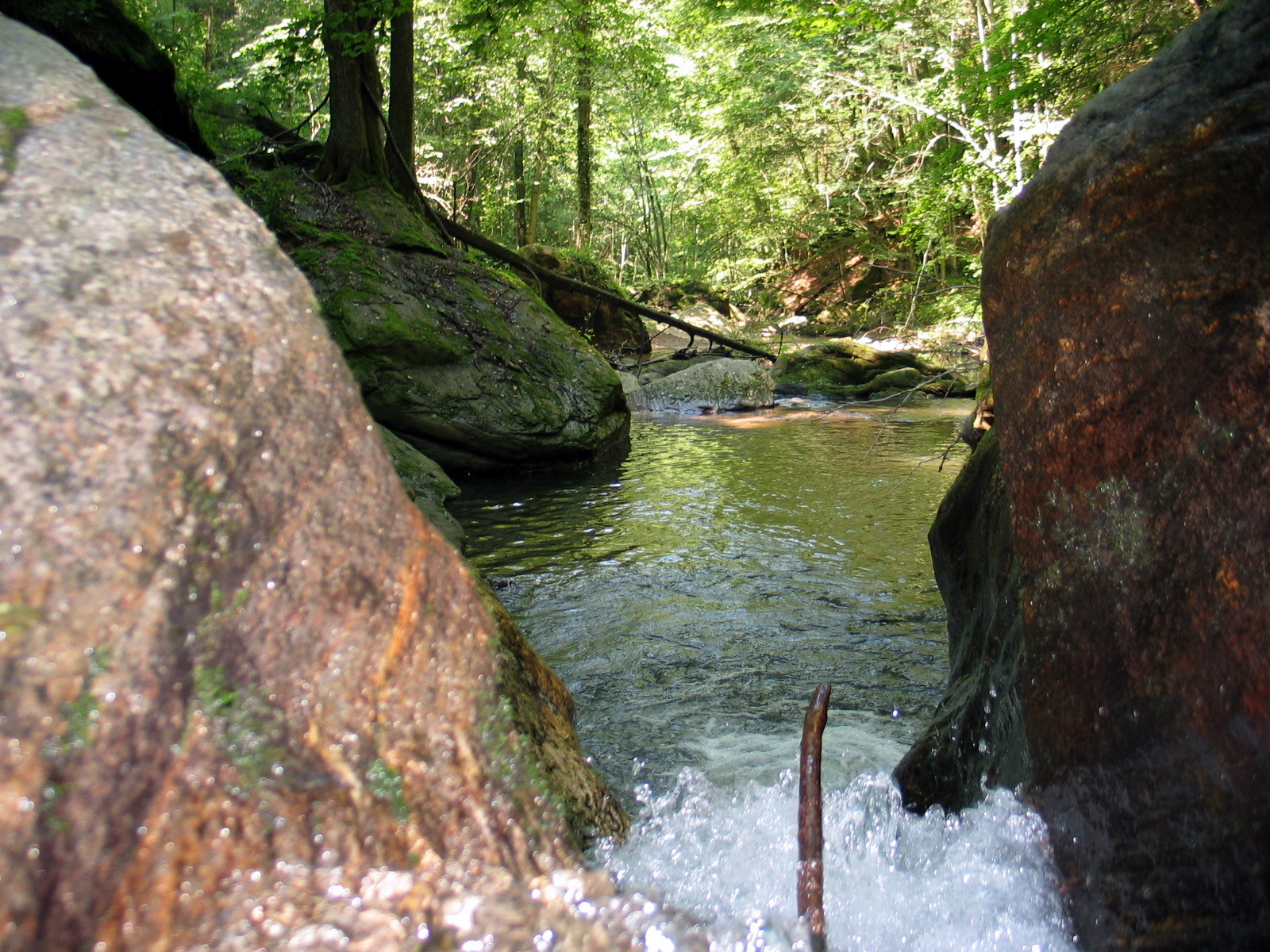
Teigitschgraben

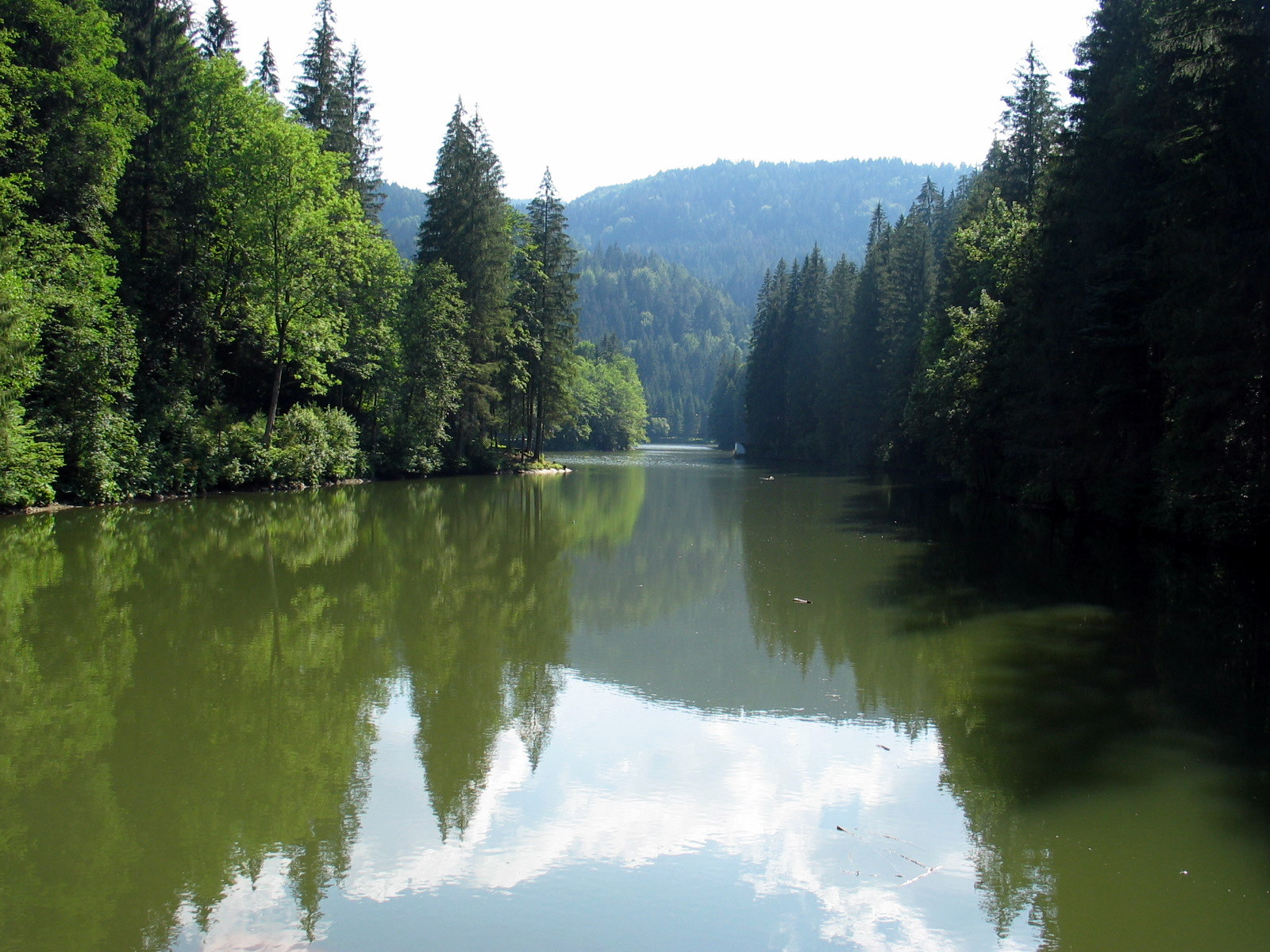
Speicher Langmann

### Verkehr
Durch das Gemeindegebiet führt die Südautobahn A 2.

## Historische Landkarten

Historische Landkarten zu St. Martin und seiner Umgebung aus den drei Landesaufnahmen aus der Zeit ca. 1789 bis 1910
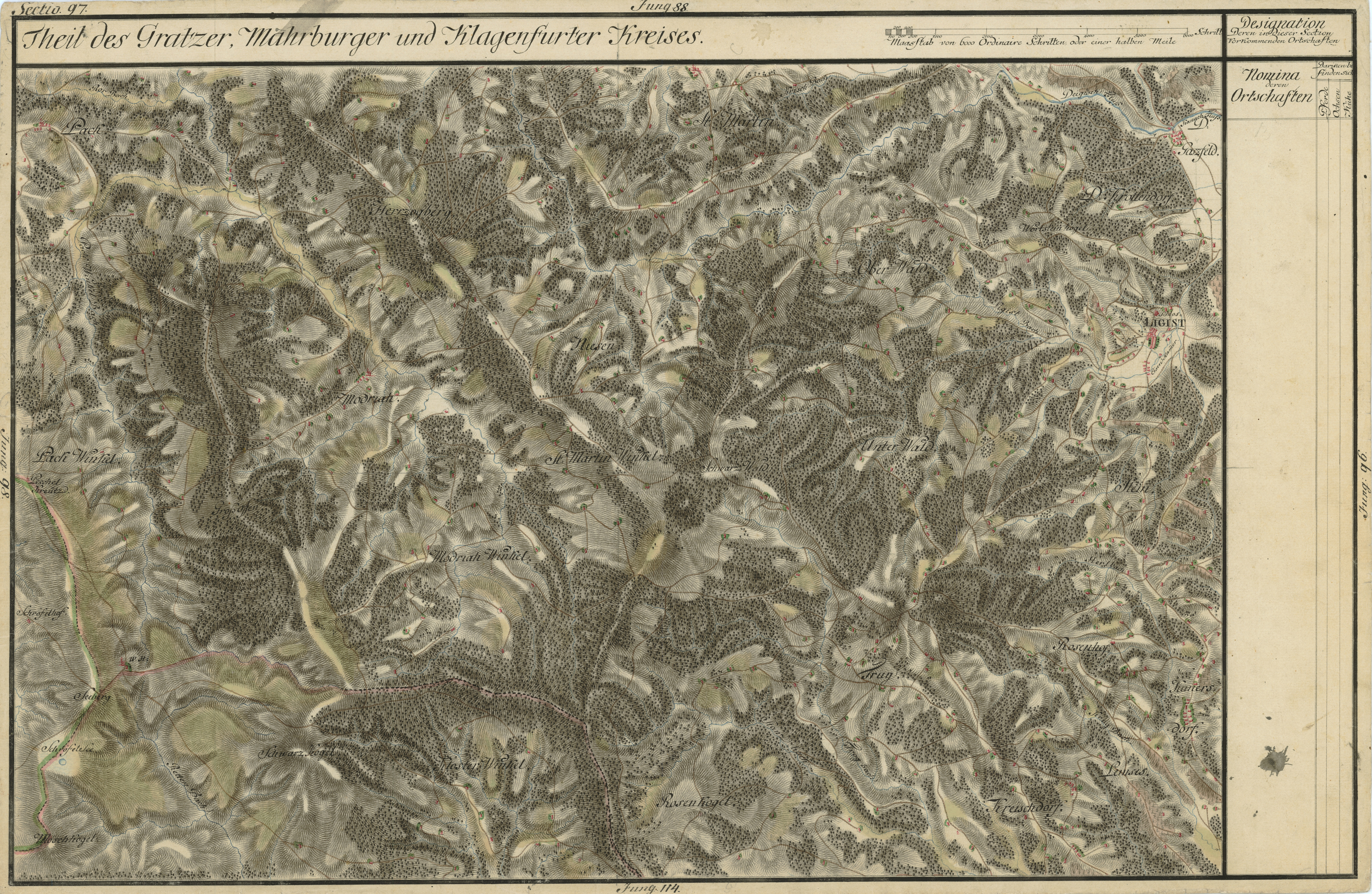
Das Gebiet von St. Martin in der Josephinischen Landesaufnahme, ca. 1789
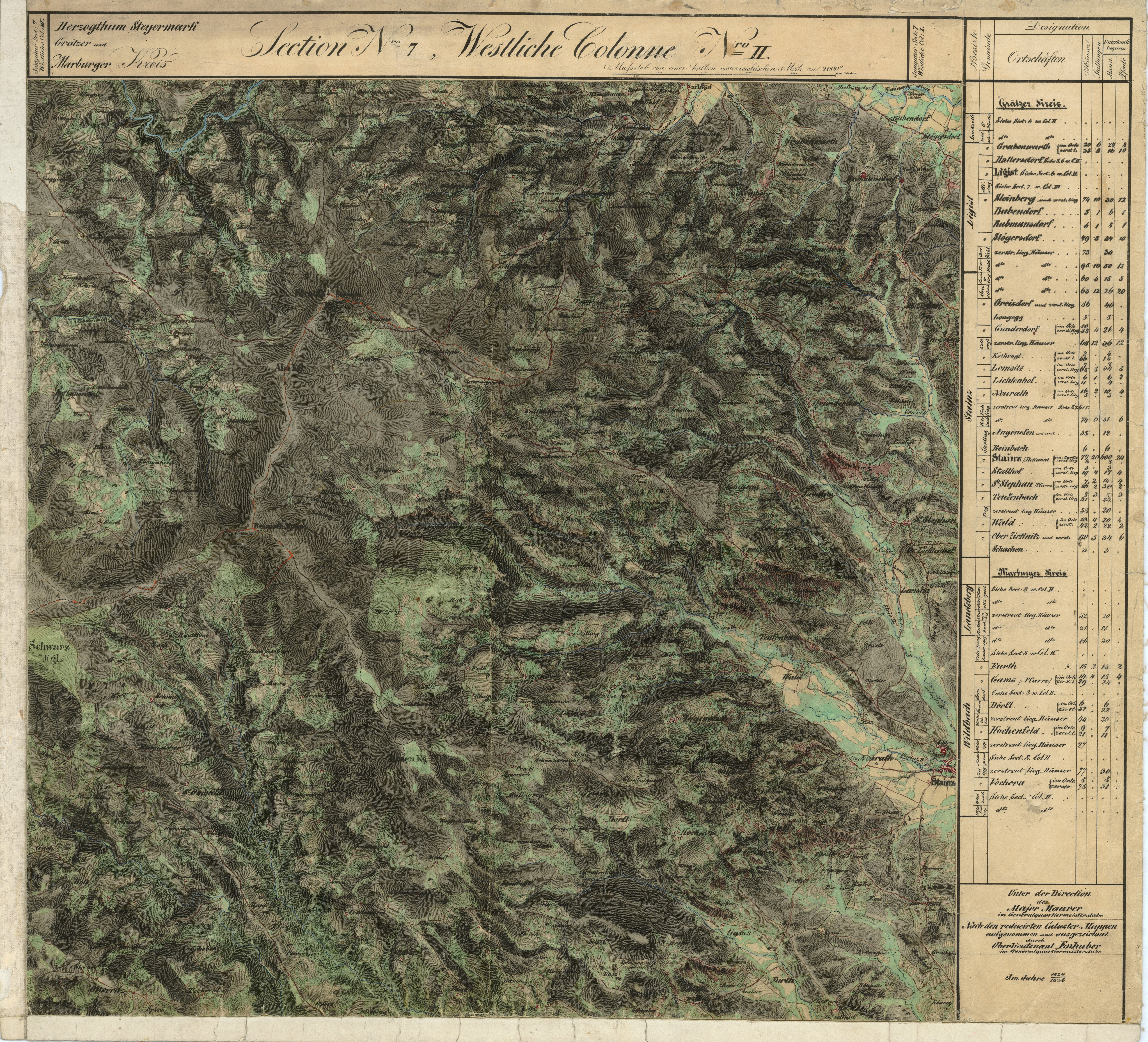
St. Martin südlich der Teigitsch in der Franziszeischen Landesaufnahme, ca. 1835
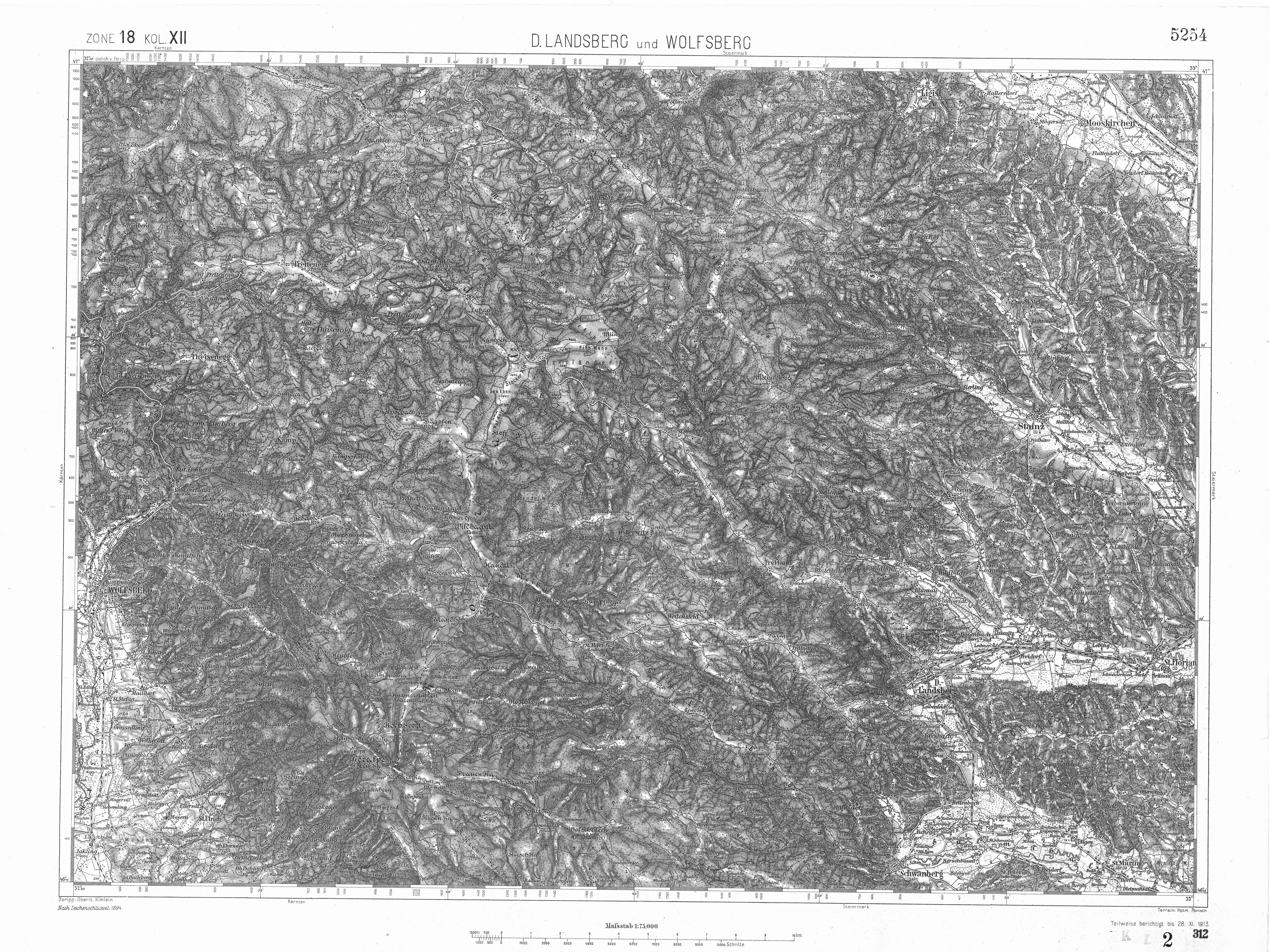
Wöllmiss Berg (Mitte oben) in der franzisco-josephinischen Landesaufnahme, ca. 1910
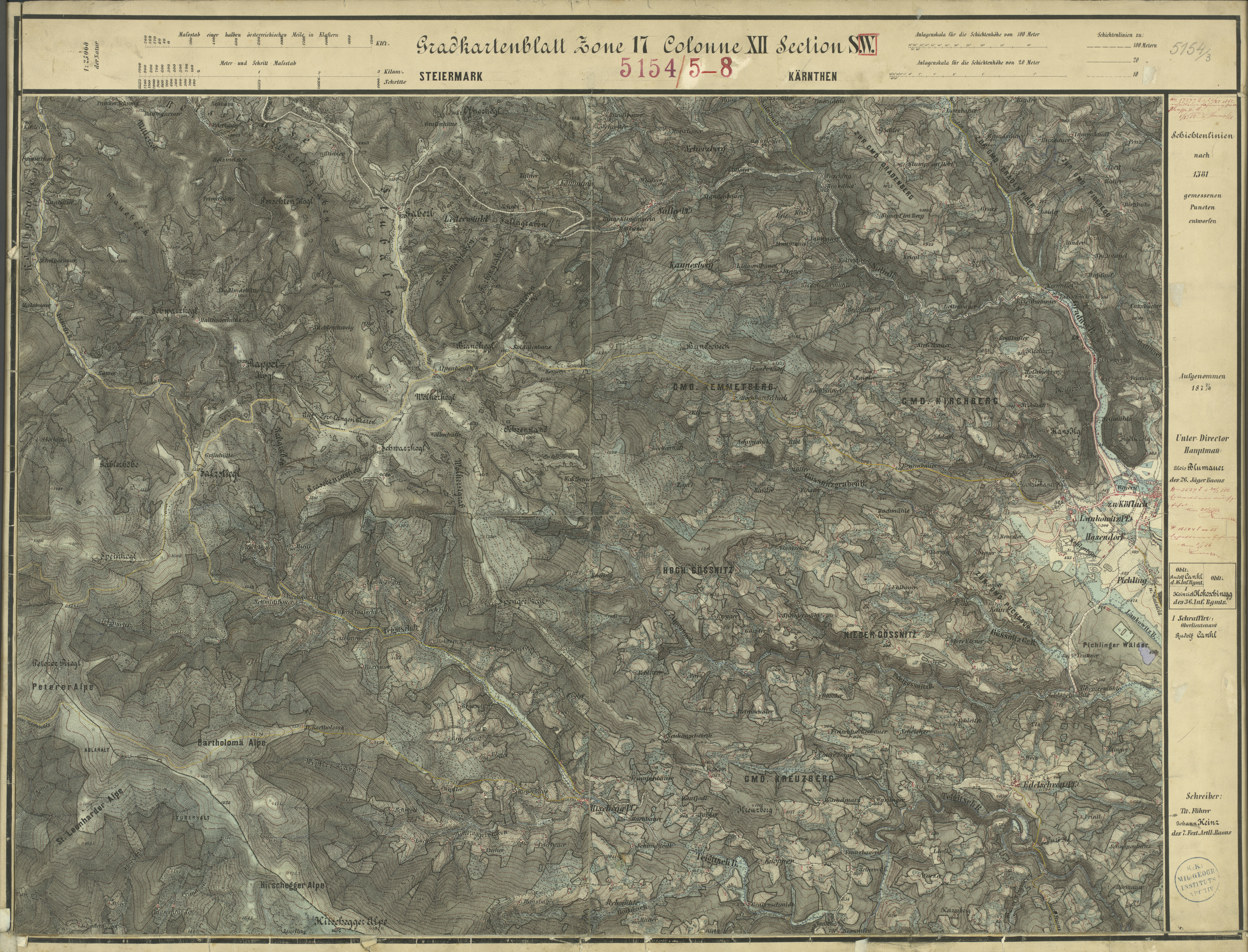
Nordwesten: Köflach, Aufnahmeblatt der Landesaufnahme ca. 1878
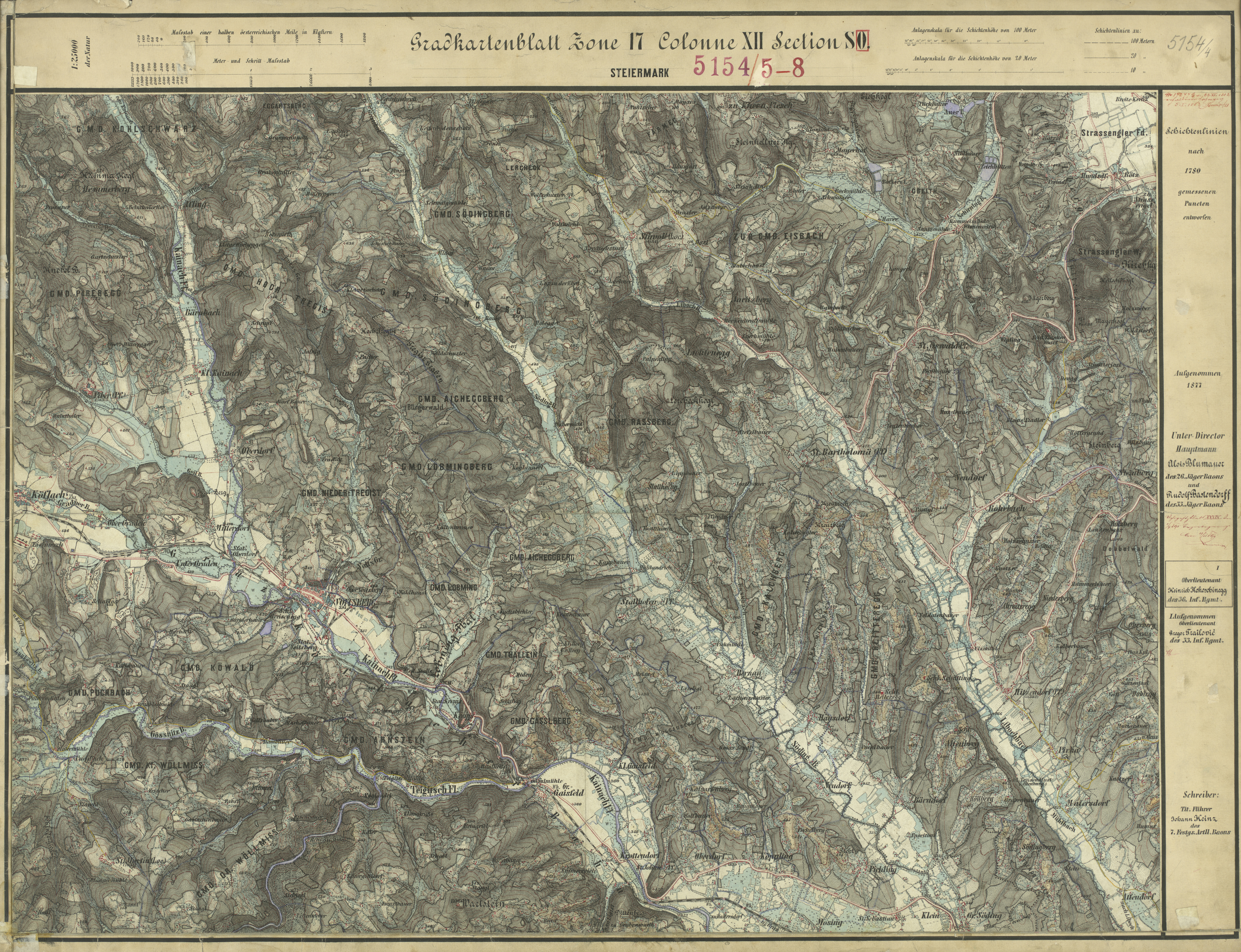
Norden: Voitsberg und der Mittellauf der Kainach
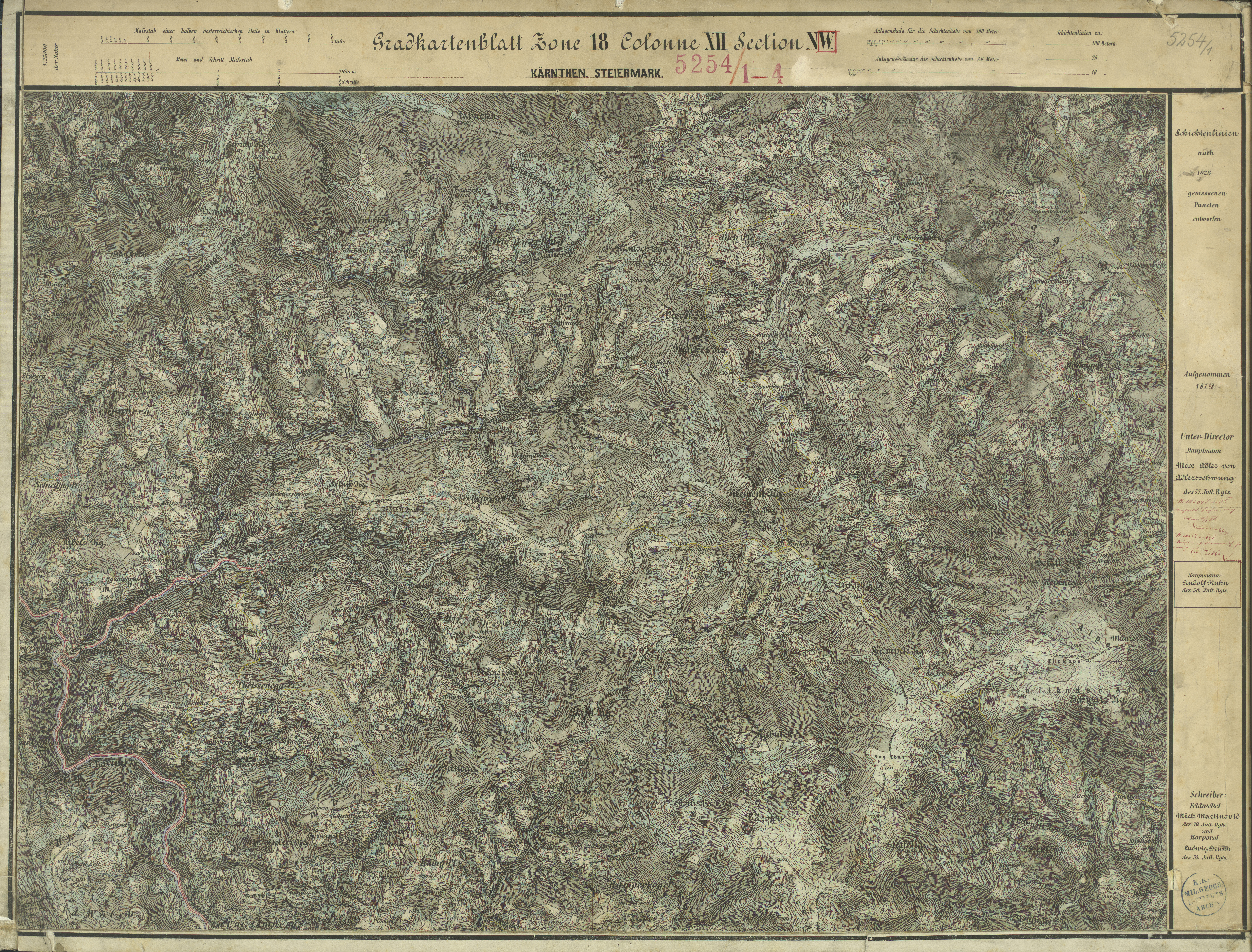
Westen: Pack und Hebalm, Packer Straße
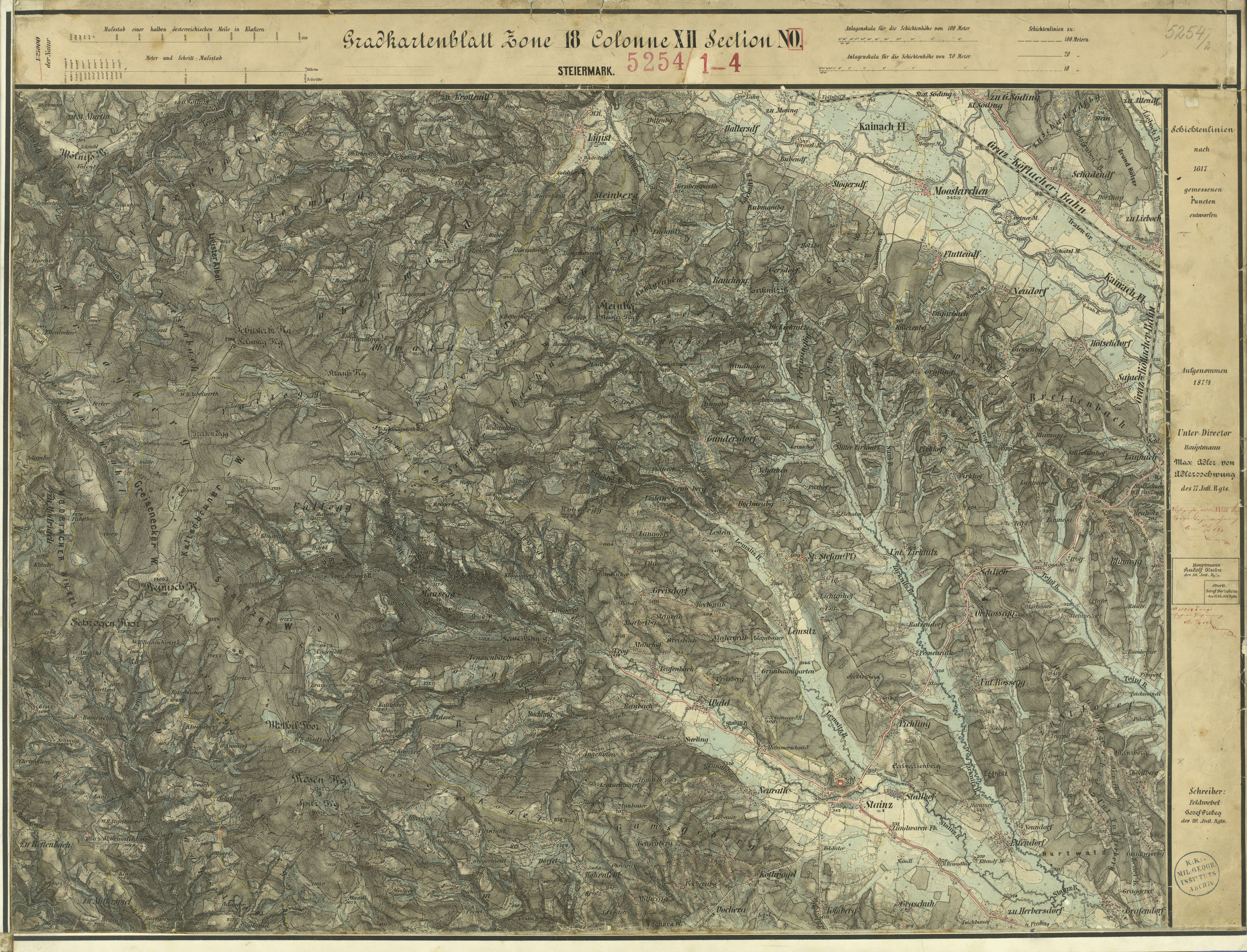
Süden: Stainz, Rosenkogel, Reinischkogel

## Politik

### Gemeinderatswahl
Die Gemeinderatswahl 2020 zeigt folgendes Ergebnis:
- ÖVP: 7 Mandate
- SPÖ: 2 Mandate

### Bürgermeister
Bis 1952 waren Großwöllmiß und Kleinwöllmiß eigenständige Gemeinden:
| Großwöllmiß - ????–1890 Schirgi - ???–1907 Anton Jauk - 1907–1919 Gustav Wancura - 1919–1934 Johann Christof - 1934–1938 Josef Formayer - 1938–1938 August Marek - 1938–1938 Anton Kuttner - 1938–1938 Matthias Klug - 1938–1945 Josef Formayer - 1945–1946 Johann Formayer - 1946–1951 Simon Hanus | Kleinwöllmiß - 1873–1878 Brunner - 1882–1898 Alois Reif - 1900–1907 Franz Böhmer - 1907–1910 Alois Schmidt - 1910–1915 Franz Strommer - 1916–1938 Johann Joschum - 1938–1945 Peter Moser - 1945–1950 Josef Krammer - 1950–1951 Johann Kollegger | Sankt Martin am Wöllmißberg - 1909–1912 Andreas Brunner - 1912–1932 Johann Krammer - 1932–1946 Johann Lais - 1946–1950 Gottfried Jauk - 1950–1951 Johann Lais - 1952–1955 Johann Kollegger - 1955–1970 Johann Eisner - 1970–1980 Matthias Gruber - 1980–1990 Siegfried Riedl - 1990–2000 Erna Wagnest - seit 2000 Johann Hansbauer (ÖVP) |

### Wappen
Das Wappen der Gemeinde zeigt eine kleine Kapelle auf einem dreiteiligen Hügel, eingebettet zwischen zwei Tannen. Im grünfarbenen Hügel selbst ist eine graue Axt eingelassen.

### Partnergemeinde
Partnergemeinde ist das Südtiroler Dorf Unsere Liebe Frau im Walde.

## Persönlichkeiten

### Ehrenbürger
- 1979: Friedrich Niederl (1920–2012), Landeshauptmann der Steiermark 1971–1980[9]

### Mit der Gemeinde verbundene Persönlichkeiten
- Anton Wildgans (1881–1932), Lyriker und Dramatiker